# Tuan (Lahae)
Tuan ist ein osttimoresischer Ort im Suco Lahae (Verwaltungsamt Aileu, Gemeinde Aileu).

## Geographie
Tuan befindet sich im Nordwesten des Sucos Lahae. Die Siedlung teilt sich auf in die Aldeias Lacasori im Westen und Eralolo im Osten. In ihrem Norden durchquert die Überlandstraße von Aileu nach Maubisse die Aldeias, an der Tuan liegt. In direkter Nachbarschaft befindet sich im Westen das Nachbardorf Fatubossa, dessen Zentrum in der benachbarten Aldeia Fatubossa (Suco Fatubossa) liegt. Hier stehen auch die nächste Grundschule und Klinik zu Tuan. Etwa einen Kilometer weiter östlich liegt das Dorf Elkotu.